# پل بند امیر
پل بند امیر پلی تاریخی درجلگه مرودشت درفاصله۱۰کیلومتری جنوب خاوری شهرمرودشت است که بر روی رود کر که از ناحیه کوهستانی شمال فارس و از پانزده کیلومتری جنوب تخت جمشید سرچشمه گرفته و به دریاچهٔ بختگان می‌ریزد احداث شده‌است.
معماران ایران علاوه بر پل‌سازی در فن بندسازی هم دارای مهارت بودند و پل-بندهایی با کاربرد دوگانه و شیوهٔ معماری بدیع ساخته‌اند. بند امیر یکی از این نمونه پل-بندها است که در زمان آل بویه (عضدالدوله) در قرن چهارم هجری ساخته شده‌است. مورخان و جغرافی نویسانی مانند مقدسی و ابن بلخی، در قرن چهارم و ششم هجری، در کتاب‌های خود دربارهٔ این پل-بند مطالب با ارزشی نوشته‌اند.
پل-بند امیر دارای۱۰۳متر طول، ۷/۵متر عرض و ۳/۸۰متر ارتفاع و سیزده دهانه یا چشمه است. پایه‌های پل، سنگ آهک و آجر و ملات آن ساروج است و از بست‌های آهنی در اتصال سنگ‌ها استفاده شده‌است. عده‌ای از محققان عقیده دارند که پل-بند امیر روی شالودهٔ پلی از زمان ساسانیان بنا شده‌است. این پل توسط عضدالدوله دیلمی ساخته شده است. 